# Çamyazı, Sarıkamış
Çamyazı là một xã thuộc huyện Sarıkamış, tỉnh Kars, Thổ Nhĩ Kỳ. Dân số thời điểm năm 2010 là 1262 người.